# Sotnîkî, Korsun-Șevcenkivskîi
Sotnîkî (în ucraineană Сотники) este o comună în raionul Korsun-Șevcenkivskîi, regiunea Cerkasî, Ucraina, formată numai din satul de reședință.

## Demografie
Componența lingvistică a comunei Sotnîkî
     Ucraineană (99,42%)
     Alte limbi (0,58%)
Conform recensământului din 2001, majoritatea populației comunei Sotnîkî era vorbitoare de ucraineană (99,42%), existând în minoritate și vorbitori de alte limbi.